# Nguyễn Văn Phúc (chính khách)
Nguyễn Văn Phúc (sinh ngày 23 tháng 2 năm 1955) là một chính trị gia người Việt Nam. Ông từng là đại biểu Quốc hội Việt Nam khóa 13 nhiệm kì 2011-2016 thuộc đoàn đại biểu tỉnh Hà Tĩnh, khóa 12 nhiệm kì 2007-2011 thuộc đoàn đại biểu tỉnh Bình Thuận

## Tiểu sử
Ngày sinh: 23/2/1955
Giới tính: Nam
Dân tộc: Kinh
Tôn giáo: Không
Quê quán: Xã Cẩm Thành, huyện Cẩm Xuyên, Hà Tĩnh

## ĐBQH khóa 12 Bình Thuận
Trình độ chính trị: Cao cấp lý luận chính trị
Trình độ chuyên môn: Thạc sỹ Luật, Cử nhân kinh tế
Nghề nghiệp, chức vụ: Phó chủ nhiệm Uỷ ban Kinh tế của Quốc hội, Thành viên Đoàn thư ký kỳ họp; Phó chủ tịch Hội hữu nghị Việt Anh.
Nơi làm việc: Uỷ ban kinh tế của Quốc hội, 37 Hùng Vương, tp Hà Nội.
Ngày vào đảng: 11/9/1984
Nơi ứng cử: Bình Thuận
Đại biểu Quốc hội khoá: XII
Đại biểu chuyên trách: Trung ương
Đại biểu Hội đồng Nhân dân: Không

## ĐBQH khóa 13 Hà Tĩnh
Trình độ chính trị: Cao cấp lý luận chính trị
Trình độ chuyên môn: Thạc sỹ Luật, Cử nhân kinh tế
Nghề nghiệp, chức vụ: Phó Chủ nhiệm Ủy ban Kinh tế của Quốc hội, Ủy viên Đoàn thư ký kỳ họp Quốc hội, Phó Chủ tịch Nhóm nghị sĩ hữu nghị Việt Nam - Nhật Bản, Phó Chủ tịch Hội hữu nghị Việt Nam - Vương Quốc Anh
Nơi làm việc: Ủy ban Kinh tế của Quốc hội - 37 Hùng Vương, quận Ba Đình, thành phố Hà Nội
Ngày vào đảng: 11/9/1984
Nơi ứng cử: Hà Tĩnh
Đại biểu Quốc hội khoá: XII,XIII
Đại biểu chuyên trách: Trung ương
Đại biểu Hội đồng Nhân dân: Không